# Леон (округ Монро, Вісконсин)
Леон (англ. Leon) — місто (англ. town) в США, в окрузі Монро штату Вісконсин. Населення — 1144 особи (2020).

## Демографія
Згідно з переписом 2010 року, у місті мешкало 1086 осіб у 403 домогосподарствах у складі 318 родин. Було 428 помешкань
Расовий склад населення:
| - 97,3 % — білих - 0,5 % — чорних або афроамериканців - 0,4 % — корінних американців - 0,3 % — вихідців з тихоокеанських островів - 0,3 % — азіатів |

До двох чи більше рас належало 1,1 %. Частка іспаномовних становила 1,6 % від усіх жителів.
За віковим діапазоном населення розподілялося таким чином: 25,6 % — особи молодші 18 років, 63,5 % — особи у віці 18—64 років, 10,9 % — особи у віці 65 років та старші. Медіана віку мешканця становила 42,1 року. На 100 осіб жіночої статі у місті припадало 106,1 чоловіків;  на 100 жінок у віці від 18 років та старших — 109,3 чоловіків також старших 18 років.
Середній дохід на одне домашнє господарство  становив 84 842 долари США (медіана — 82 083), а середній дохід на одну сім'ю — 93 741 долар (медіана — 84 900). Медіана доходів становила 50 887 доларів для чоловіків та 45 625 доларів для жінок. За межею бідності перебувало 6,3 % осіб, у тому числі 0,9 % дітей у віці до 18 років та 0,0 % осіб у віці 65 років та старших.
Цивільне працевлаштоване населення становило 593 особи. Основні галузі зайнятості: освіта, охорона здоров'я та соціальна допомога — 24,5 %, виробництво — 11,6 %, роздрібна торгівля — 11,3 %.